# Leone Super Dance
Leone Super Dance è un album di Leone Di Lernia uscito nel 1992. L'album è suddiviso in 10 brani.

## Tracce
Edizioni musicali SIAE/Lanpi s.a.s..
1. Sex machine - Chi 'ruba – 4:41 (J. Brown-B. Byrd-R. Lenhoff)
2. Can't take my eyes off you Lavate 'buono – 5:05 (B. Crewe-B. Gaudio)
3. How gee - Lasciame ste' – 4:05 (M. Percali-P. Landro)
4. Born to be alive - 'E' corna ca tiene 'n' capa – 3:07 (P. Hernandez)
5. Tu si scemo – 3:10 (D. Ceglie-Di Lernia-Lames)
6. Billie Jean - Luigino – 4:18 (M. Jackson)
7. I will survive - L'incidente – 5:20 (Dino Fekaris-F. Perren)
8. Another one bites the dust - Si na' bestia tante – 3:37 (Deacon)
9. You make me feel - U' megghie figlie – 3:36 (Sylvester-Wirrick)
10. La fatica non m'ingozza – 4:25 (D. Ceglie-Di Lernia-Lames)